# Estadio Municipal de Acre
El Estadio Municipal de Acre (en hebreo: האצטדיון העירוני של עכו) es un estadio de fútbol en Acre, Israel. Es el estadio del Hapoel Ironi Acre que está jugando en la Liga Premier israelí. El estadio está situado en la entrada sur de la ciudad, cerca de la intersección de Ein Hamifratz.
El estadio cuenta con 5 000 asientos en dos tribunas cubiertas, cuatro vestuarios, cuartos de servicio, y más de 1000 metros cuadrados de espacio comercial. Se hizo posible a un costo de 50 millones de séqualim después de una colaboración entre el Ayuntamiento de Acre, la Organización Toto, la compañía de Ferrocarriles de Israel, el Ministerio de Transporte y Seguridad Vial, y el ministro de Infraestructura Nacional de Israel. 